# Ceratitis lineata
Ceratitis lineata är en tvåvingeart som först beskrevs av Erich Martin Hering 1938.  Ceratitis lineata ingår i släktet Ceratitis och familjen borrflugor.
Artens utbredningsområde är Kamerun. Inga underarter finns listade i Catalogue of Life.